# سقوط ایتالیا
سقوط ایتالیا (کرواتی: Pad Italije) نام یک فیلم جنگی یوگسلاوی به کارگردانی لردن زافرانوویچ است که در سال ۱۹۸۱ منتشر شد.

## بازیگران
- دانیل اولبریخسکی
- گوریکا پوپوویچ
- میریانا کارانوویچ
- باتا ژیوویینوویچ
- فرانو لاسیچ